# Südarabien
Mit Südarabien werden im Gegensatz zu Nordarabien meist jene Teile der arabischen Halbinsel bezeichnet, die südlich von Zentralarabien (Innerarabien) bzw. Saudi-Arabien liegen. Die Region wird im Osten und Süden durch das Arabische Meer bzw. den Indischen Ozean begrenzt. 
Eine entsprechende Unterteilung in Westarabien (Hedschas und Asir am Roten Meer) und Ostarabien ("Piratenküste" am arabisch-persischen Golf) wird seltener verwendet, man spricht dort eher vom Hedschas und den Golfstaaten, da Westarabien auch mit dem gesamten Maghrib (Ferner Westen) und Ostarabien mit dem Maschrik (arabischer Osten) gleichgesetzt werden. Südarabien macht den Südteil des Maschrik aus.
Im engeren Sinne bezeichnet man als Südarabien nur den Jemen im Südwesten, allein der Nordjemen blieb bis auf eine antike äthiopische Zwischenzeit und eine spätere lockere osmanische Oberhoheit von fremden und Kolonialmächten verschont. Im Südjemen gab es zur Zeit der britischen Kolonialherrschaft sogar zwei kurzlebige Protektorate mit Südarabien im Staatsnamen, die Südarabische Föderation und das Protektorat von Südarabien. Im weiteren Sinne zählen aber auch Oman im Südosten zu Südarabien sowie manchmal sogar die gegenüber der arabischen Halbinsel liegenden einstmals arabischen Gebiete Äthiopiens bzw. Somalia, Eritrea und Dschibuti am Horn von Afrika.
Historisch nahm die Regionen sowohl vor als auch nach der Islamisierung eine vom Norden unterschiedliche Entwicklung, aber war durch Karawanenwege stets miteinander verbunden. Die jemenitische Hauptstadt Sanaa gilt neben Damaskus und Jericho als eine der drei ältesten dauerhaft bewohnten Städte der Welt. Die Region am Ausgangspunkt der Weihrauchstraße war Heimat der Sabäer, Minäer und Himyaren. Neben dem Reich Saba waren Ausan, Hadramaut und Mahra lange unabhängig. 

## Südaraber
Danach fand der Begriff Südaraber, vertreten durch den jemenitischen Stamm der Qais als Bezeichnung für Gegner der Umayyaden-Dynastie Verwendung. Im Gegensatz zu loyalen „Nordarabern“ beriefen sich die Südaraber zudem auf eine Abstammung von dem vor-abrahamitischen Patriarchen Qahtan (Kahtan). Der Name Qahtan ist als Familienname sowie als Vorname noch heute im Jemen stärker verbreitet als in jedem anderen arabischen Land. Der Landesname Yaman (Jemen) soll sogar von einem südarabischen König namens Ayman bin Yaarub bin Qahtan abgeleitet worden sein.
Der Konflikt zwischen Nord- und Südarabern hatte sich übrigens bis ins einstmals muslimische Spanien (al-Andalus) im Fernen Westen (Magreb) fortgesetzt, siehe Geschichte Spaniens#Emirat von Córdoba. 
In Libyen beanspruchen die berberischen Hawwara (östlich von Tripolis) und Mazata eine Abstammung (Ansippung) von jemenitischen Stämmen.